# Copa Bimbo 2013
La Copa Bimbo 2013 fue la quinta edición de la Copa Bimbo, y se disputó en su totalidad en el Estadio Centenario de Montevideo, Uruguay, entre los días 16 y 18 de enero de 2013. Tras disputarse las semifinales, fue suspendido el resto del torneo.
En esta edición participan los siguientes equipos:
- Nacional
- Peñarol
- Atlético Rafaela
- Atlético Tucumán

## Resultados
|  | Semifinales      | Semifinales |  |                  | Final            | Final |  |
|  |                  |             |  |                  |                  |       |  |
|  |                  |             |  |                  |                  |       |  |
|  | 16 de enero      |             |  |                  |                  |       |  |
|  | Atlético Rafaela | 0           |  |                  |                  |       |  |
|  | Atlético Tucumán | 1           |  |                  |                  |       |  |
|  |                  |             |  |                  |                  |       |  |
|  |                  |             |  |                  | 18 de enero      |       |  |
|  |                  |             |  |                  | Atlético Tucumán |       |  |
|  |                  | Peñarol     |  |                  |                  |       |  |
|  |                  |             |  |                  |                  |       |  |
|  |                  |             |  |                  |                  |       |  |
|  |                  |             |  |                  | Tercer puesto    |       |  |
|  | 16 de enero      | 16 de enero |  | 18 de enero      | 18 de enero      |       |  |
|  | Nacional         | 0           |  | Atlético Rafaela |                  |       |  |
|  | Peñarol          | 1           |  |                  | Nacional         |       |  |

### Semifinales
| 16 de enero de 2013, 20:00 | Atlético Rafaela | 0:1 (0:0) | Atlético Tucumán | Estadio Centenario, Montevideo         |                                        |
|                            |                  | Reporte   | Montiglio 47'    | Árbitro(s): Javier Bentancur (Uruguay) | Árbitro(s): Javier Bentancur (Uruguay) |

| 16 de enero de 2013, 22:15 | Nacional | 0:1 (0:0) | Peñarol      | Estadio Centenario, Montevideo           |                                          |
|                            |          | Reporte   | Zalayeta 56' | Árbitro(s): Christian Ferreyra (Uruguay) | Árbitro(s): Christian Ferreyra (Uruguay) |

### Tercer puesto
| 18 de enero de 2013, 20:00 | Atlético Rafaela | vs. | Nacional | Estadio Centenario, Montevideo |  |
|                            | 1                |     | 5        |                                |  |

### Final
| 18 de enero de 2013, 22:15 | Atlético Tucumán | vs. | Peñarol | Estadio Centenario, Montevideo |  |

La definición del campeonato fue suspendida al día siguiente de las semifinales, tras incidentes antes y después del clásico uruguayo.